# Singles 93-03
Singles 93–03 es un álbum que compila algunos sencillos de Chemical Brothers entre 1993 y 2003. Fue lanzado el 22 de septiembre de 2003.
A finales de 2002 y principios de 2003, Rowlands y Simons se metieron otra vez en los estudios, trabajando en nuevo material. Éste incluía dos temas nuevos, “The Golden Path”, una colaboración con Wayne Coyne, el cantante de The Flaming Lips, y la canción "Get Yourself High" con el rapero canadiense K-os como vocalista. Fue puesto en circulación en septiembre de 2003, junto a unos grandes éxitos, titulado "Singles 93-03", remarcando los diez años de trabajo de The Chemical Brothers.
Singles 93-03 incluía la mayoría, pero no todos, sus singles. Singles 93-03 fue también lanzado en formato DVD, cuyas características adicionales incluyen determinadas actuaciones en directo y entrevistas con Rowlands, Simons y muchos de sus colaboradores durante su carrera. "Get Yourself High" se lanzó como sencillo en noviembre de 2003.

## Lista de canciones
| Singles 93-03 |                                                                  |          |  |
| N.º           | Título                                                           | Duración |  |
| 1.            | «Song to the Siren» (from Exit Planet Dust)                      | 4:30     |  |
| 2.            | «Chemical Beats» (from Exit Planet Dust)                         | 4:02     |  |
| 3.            | «Leave Home» (from Exit Planet Dust)                             | 5:05     |  |
| 4.            | «Setting Sun» (from Dig Your Own Hole, featuring Noel Gallagher) | 3:59     |  |
| 5.            | «Block Rockin' Beats» (from Dig Your Own Hole)                   | 4:52     |  |
| 6.            | «The Private Psychedelic Reel» (from Dig Your Own Hole)          | 9:06     |  |
| 7.            | «Hey Boy Hey Girl» (from Surrender)                              | 4:48     |  |
| 8.            | «Let Forever Be» (from Surrender, featuring Noel Gallagher)      | 3:40     |  |
| 9.            | «Out of Control» (from Surrender, featuring Bernard Sumner)      | 7:19     |  |
| 10.           | «Star Guitar» (from Come With Us)                                | 6:08     |  |
| 11.           | «The Test» (from Come With Us, featuring Richard Ashcroft)       | 6:52     |  |
| 12.           | «Get Yourself High» (featuring K-os)                             | 5:48     |  |
| 13.           | «The Golden Path» (featuring The Flaming Lips)                   | 4:46     |  |

## Anexo
Discografía de The Chemical Brothers
- Datos: Q930848